# Modern Vampires of the City
Modern Vampires of the City is het derde studioalbum van de Amerikaanse band Vampire Weekend. Het werd uitgebracht op 14 mei 2013 door XL Recordings. Het album kwam in de Amerikaanse hitlijst Billboard 200 binnen op de eerste plaats. Modern Vampires of the City won een Grammy Award in 2014 voor het beste alternatieve album.